# Naomi Hoshikawa
Naomi Hoshikawa (japanisch 星川 直美; * 3. Juni 1969 in der Präfektur Yamagata) ist eine ehemalige japanische Skilangläuferin.
Hoshikawa startete international erstmals bei den Winter-Asienspielen 1990 in Sapporo. Dort gewann sie die Silbermedaille über 15 km Freistil und die Goldmedaille mit der Staffel. Im Jahr 1991 wurde sie japanische Meisterin über 30 km. Bei den Olympischen Winterspielen 1992 in Albertville belegte sie den 48. Platz über 5 km klassisch, jeweils den 42. Rang über 30 km Freistil und 15 km klassisch und den 34. Platz in der Verfolgung. Zudem errang sie dort zusammen mit Miwa Ota, Fumiko Aoki und Yumi Inomata den 12. Platz in der Staffel. Im folgenden Jahr holte sie bei der Winter-Universiade in Zakopane Silber mit der Staffel und Gold über 15 km Freistil.